# Drone à fibre optique

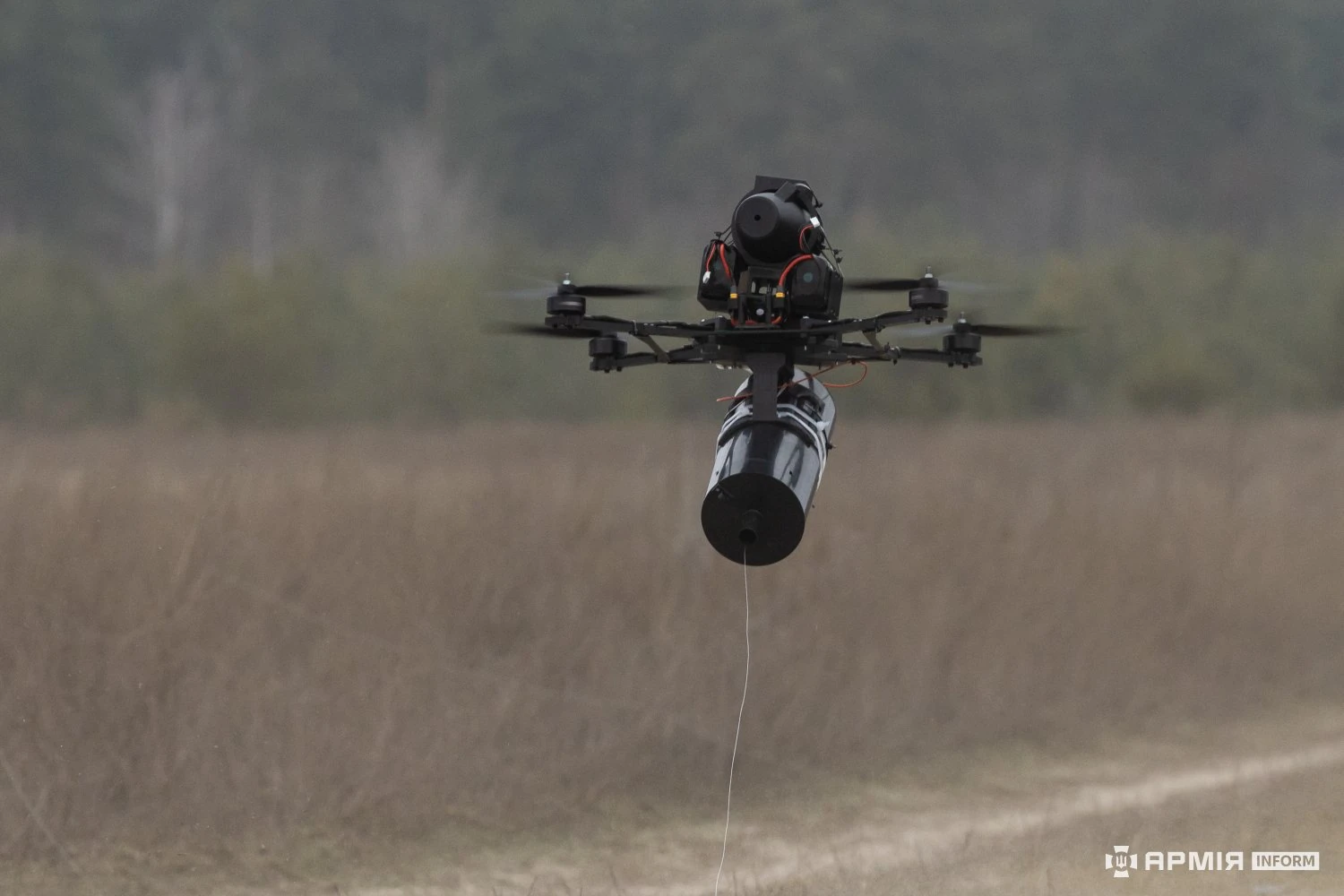
Drone ukrainien déroulant une fibre optique.

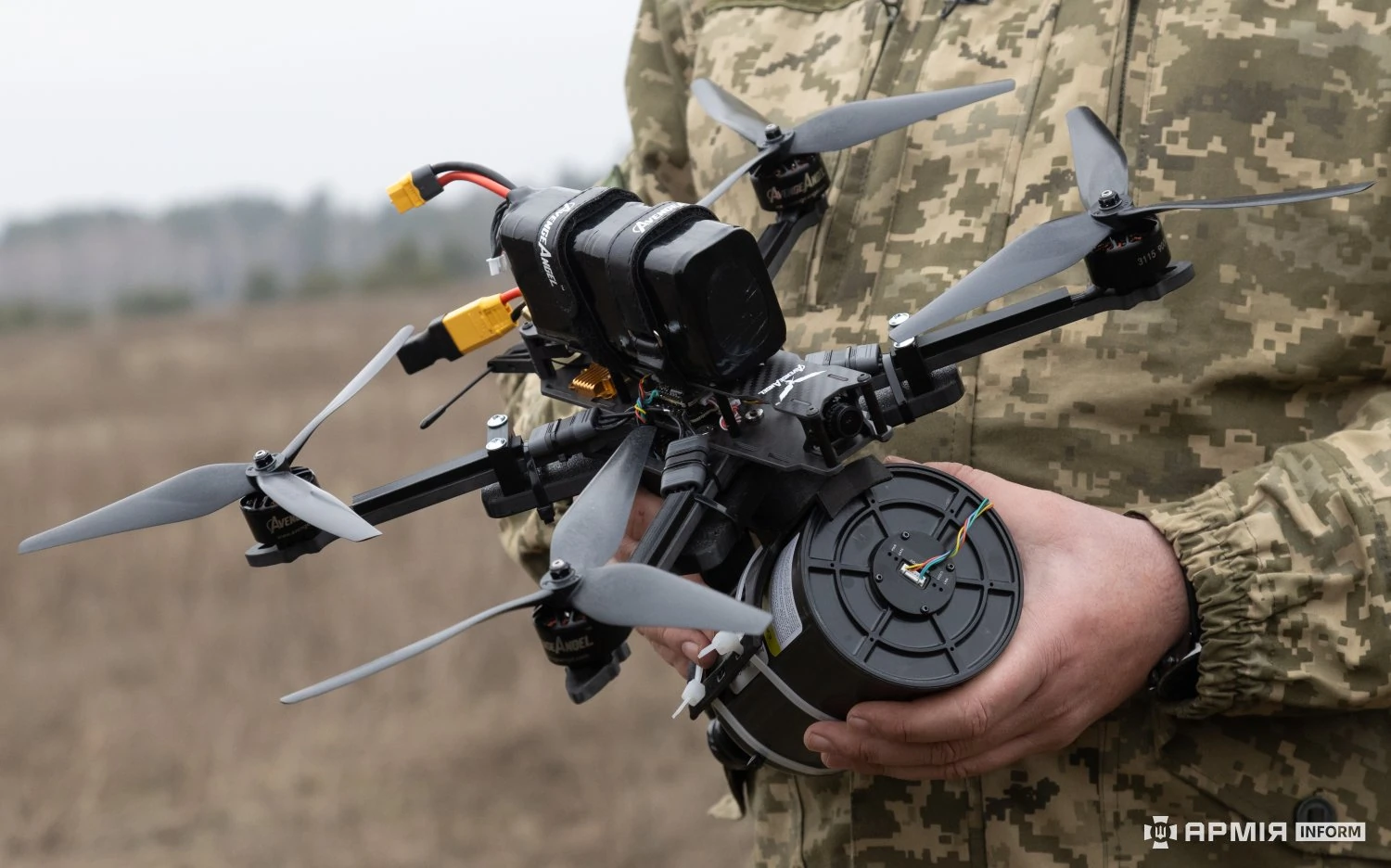
Drone ukrainien communiquant par fibre optique

Un drone à fibre optique est un véhicule sans pilote -généralement volant- qui utilise une fibre optique comme système de guidage et de contrôle principal, contrairement aux drones classiques contrôlés via ondes radio. La longueur de la fibre optique est généralement comprise entre 5 et 20 km, bien que des prototypes d'une portée allant jusqu'à 50 km aient été développés.
Ces drones sont massivement utilisés en Ukraine depuis 2024 pour des missions de reconnaissance ou comme drone kamikaze.
Ils sont impossibles à brouiller par des adversaires puisque le contrôle ne se fait pas par ondes et sont très difficiles à détecter.

## Histoire
Pendant les années 2000, la DARPA a développé un projet de drone kamikaze contrôlé par câble à fibre optique destiné au combat urbain dans le cadre du programme Close Combat Lethal Recon. Mais la fibre optique fut remplacée par un contrôle radio standard.
Des drones FPV (à pilotage en immersion) à fibre optique ont été déployés par la Russie pendant la guerre russo-ukrainienne dès printemps 2024 et par l'Ukraine peu après,,.

## Caractéristiques
Le guidage filaire rend la communication entre les opérateurs et les drones imperméable à tout brouillage par émission d'ondes parasites. La fibre optique permet également une liaison beaucoup plus rapide et de meilleure qualité depuis le drone, même depuis des endroits où une liaison radio serait faible ou instable. La localisation du drone et de son pilote ne sont pas non plus révélées,. Les drones à fibre optique ont également besoin de moins d'énergie pour communiquer et peuvent donc être utilisés pour rester au sol en cas d'embuscade. Ils ont une portée, une charge utile et une maniabilité réduites par rapport aux drones sans fil,. La fibre optique peut s'emmêler dans les arbres.

## Préoccupations environnementales
Les traînées de plusieurs kilomètres de câbles à fibres optiques laissées par les drones sur les zones de déploiement peuvent être une source de pollution plastique. Cela peut mettre en danger aussi bien les oiseaux que les chauves-souris ainsi que des mammifères terrestres,. Il est à noter que les effets - à court comme à long terme- de ces fils ne sont pas encore clairs.